# 아니메 인터내셔널 컴퍼니
아니메 인터내셔널 컴퍼니(Anime International Co., Inc., 약칭 AIC)는 애니메이션의 기획·제작 및 프로듀스를 주요 사업으로 하는 일본의 기업이다. 또한 네리마 애니메이션 협의회의 회원이다.

## 개요
마무리 스튜디오에 있었던 이지 월드(현 이지 필름) 소속의 미우라 토오루가 1980년의 리메이크판 《우주소년 아톰》의 그로스 하청제작을 위해 설립한 '두·비'에서 1982년 현재의 AIC로 변화되었다.

## 회사 연혁
1980년대 후기의 OVA 제작 붐 시기에 히라노 토시키 감독의 로봇 애니메이션 작품으로 각광을 받았으며, 1995년에 영상 제작 브랜드 파이오니아 LDC가 제작한 《천지무용! 양향귀》의 원청 제작을 맡으면서 텔레비전 시리즈에 본격 진출하게 되었다. 1990년대 후반에는 출판 부문 사업을 시작해 《AIC 코믹 LOVE》를 창간하였으나 2000년에 폐간되었다. 게임 소프트웨어 개발 사업에 뛰어들기도 하였다.
2003년, 제작 체제를 〈AIC 디지털〉, 〈AIC 스피리츠〉, 〈AIC A.S.T.A.〉로 나누어 3분할로 재편성하였기 때문에 이후의 AIC 작품은 각각의 스튜디오가 하청받아 제작하는 형식이 되었다. 대표적으로 〈AIC 디지털〉은 《오! 나의 여신님》시리즈, 곤조와의 공동 제작을 주 제작으로 하며, 〈AIC 스피리츠〉는 《천지무용!》 시리즈나 《신비의 세계 엘하자드》 시리즈 등 AIC가 과거에 제작했던 작품의 신규 제작을 주로 담당하고 있다. 또한 〈AIC A.S.T.A.〉는 외부 스탭을 기용한 신규 제작을 주로 담당한다.
2006년, 효고현 다카라즈카시에 〈AIC 다카라즈카〉를 설립하였다. AIC는 니시토쿄시에 설립된 〈AIC PLUS+〉를 포함하여 5계통의 제작 체제를 갖추게 되었으며, 원청 제작이나 그로스 제작을 주로 담당하였다.
2007년, 〈AIC ASTA〉가 제작한 텔레비전 애니메이션 《뱀부 블레이드》의 예산 정보 등이 일본의 P2P 프로그램인 Winny를 통해 인터넷 상에 유출되는 사건이 발생하였다. 이후 같은 해 10월 8일에, AIC 공식 사이트에서 대표이사 미우라의 이름이 걸린 사과문이 개제되었다.
2009년 이후 5계통 제작 체제 간에 걸쳐서 제작하는 작품이 등장하였으며, 이 경우는 각각의 스튜디오 명의가 아닌 AIC라는 통합 명의를 사용하였다.
2010년, 〈AIC Build〉와 〈AIC Classic〉을 추가 설립하여 2011년 현재 7계통의 제작 체제가 되어 있다.
2010년 9월, 파치슬로 기기 메이커인 ‘오이즈미’가 주식을 전부 매수하여 AIC는 오이즈미의 자회사가 되었다.
2014년 1월, 8000엔에 매각되었다.